# Asclepias hypoleuca
Asclepias hypoleuca là một loài thực vật có hoa trong họ La bố ma. Loài này được (A.Gray) Woodson mô tả khoa học đầu tiên năm 1941.